# Eumyrmococcus taylori
Eumyrmococcus taylori är en insektsart som beskrevs av Williams 1998. Eumyrmococcus taylori ingår i släktet Eumyrmococcus och familjen ullsköldlöss. Inga underarter finns listade i Catalogue of Life.